# Global Climate and Energy Project
A Global Climate and Energy Project (GCEP) é uma organização da Universidade de Stanford que visa ao estudo de formas de suprimento de energia que não prejudiquem o meio ambiente a fim de atender à crescente demanda mundial.
Fundada em 2002, seus maiores patrocinadores são ExxonMobil, General Electric, Schlumberger e Toyota.